# Ehrenzeichen für die Belagerung von Lyon
Das Ehrenzeichen für die Belagerung von Lyon wurde im Jahr 1815 durch den französischen König Ludwig XVIII. gestiftet. Es sollten die Teilnehmer der Belagerung von Lyon während der Schreckensherrschaft der Revolution geehrt werden. Die erst 22 Jahre später vergebene Auszeichnung war für das Jahr 1793 gedacht und machte einen Unterschied zwischen den Freiwilligen und königlichen Freiwilligen. Die Letztgenannten wurden bereits 1814 und 1815 mit dem Ehrenzeichen der Freiwilligen ausgezeichnet. Sie erhielten auch eine andere Form der Auszeichnung.

## Aussehen
Das Ehrenzeichen ist ein achtspitziges Kreuz in brauner Emaille, in Silber gefasst und an den Spitzen mit Goldkügelchen besteckt. In den Kreuzwinkeln findet sich jeweils eine silberne Lilie. Das runde Mittelschild in Gold zeigt die Jahreszahl 1793. Eine blaue Einfassung des Medaillon mit Goldrand trägt die Inschrift Siege de Lyon.
Am Tragering ist eine silberne Lilie befestigt. Getragen wurde die Auszeichnung an einem weiß gewässerten Band mit roter Einfassung.

## Einzelnachweis
1. ↑   Ferdinand von Biedenfeld, Geschichte und Verfassung aller geistlichen und weltlichen, erloschenen und blühenden Ritterorden..., Band 1, Verlag Bernhard Friedrich Voigt, Weimar 1841, S. 219, 220